# 1970-es labdarúgó-világbajnokság-selejtező (UEFA – 5. csoport)
Az 1970-es labdarúgó-világbajnokság európai 5. selejtezőcsoportjának mérkőzéseit, és a csoport végeredményét tartalmazó lapja. A csoportban körmérkőzéses, oda-visszavágós rendszerben játszottak egymással a labdarúgó-válogatottak. A selejtezőket 1968. október 9. és 1969. november 1. között rendezték. A csoport győztese automatikus résztvevője lett az 1970-es labdarúgó-világbajnokságnak.
A csoportban Franciaország, Norvégia és Svédország szerepelt.
Svédország jutott ki az 1970-es világbajnokságra.

## Tabella
| Hely. | Csapat        | M | Gy | D | V | G+ | G– | Gk | P | Továbbjutás                          |     | Svédország | Franciaország | Norvégia |
| ----- | ------------- | - | -- | - | - | -- | -- | -- | - | ------------------------------------ | --- | ---------- | ------------- | -------- |
| 1.    | Svédország    | 4 | 3  | 0 | 1 | 12 | 5  | +7 | 6 | Kijutott az 1970-es világbajnokságra |     | —          | 2–0           | 5–0      |
| 2.    | Franciaország | 4 | 2  | 0 | 2 | 6  | 4  | +2 | 4 |                                      |     | 3–0        | —             | 0–1      |
| 3.    | Norvégia      | 4 | 1  | 0 | 3 | 4  | 13 | −9 | 2 |                                      | 2–5 | 1–3        | —             |          |

## Mérkőzések
| 1968. október 9. |

| Svédország                              | 5–0         | Norvégia |
| --------------------------------------- | ----------- | -------- |
| Kindvall 38' 58' 61' B. Larsson 56' 81' | Jegyzőkönyv |          |

| Råsunda Stadion, Stockholm Nézőszám: 32 063 Játékvezető: Pekka Aho (finn) |

| 1968. november 6. |

| Franciaország | 0–1         | Norvégia    |
| ------------- | ----------- | ----------- |
|               | Jegyzőkönyv | Iversen 67' |

| Stade de la Meinau, Strasbourg Nézőszám: 18 319 Játékvezető: Francesco Francescon (olasz) |

| 1969. június 19. |

| Norvégia             | 2–5         | Svédország                                                  |
| -------------------- | ----------- | ----------------------------------------------------------- |
| Dybwad-Olsen 53' 83' | Jegyzőkönyv | Persson 21' L. Eriksson 26' Kindvall 36' Grahn 47' Grip 49' |

| Ullevaal Stadion, Oslo Nézőszám: 27 370 Játékvezető: Jacques Colling (luxemburgi) |

| 1969. szeptember 10. |

| Norvégia         | 1–3         | Franciaország      |
| ---------------- | ----------- | ------------------ |
| Dybwad-Olsen 90' | Jegyzőkönyv | Revelli 9' 48' 77' |

| Ullevaal Stadion, Oslo Nézőszám: 22 445 Játékvezető: Laurens van Ravens (holland) |

| 1969. október 15. |

| Svédország                  | 2–0         | Franciaország |
| --------------------------- | ----------- | ------------- |
| Kindvall 32' (11-esből) 65' | Jegyzőkönyv |               |

| Råsunda Stadion, Stockholm Nézőszám: 51 954 Játékvezető: Rudolf Glöckner (keletnémet) |

| 1969. november 1. |

| Franciaország                         | 3–0         | Svédország |
| ------------------------------------- | ----------- | ---------- |
| Bras 39' 43' Djorkaeff 41' (11-esből) | Jegyzőkönyv |            |

| Parc des Princes, Párizs Nézőszám: 17 916 Játékvezető: David William Smith (angol) |